# كم هيو يون
كيم هيويون (الكورية: 김효연) (مواليد 22 سبتمبر 1989)، هي مغنية كورية جنوبية، راقصة وعارضة ترويجية. وهي عضوة في فرقة الفتيات الكورية «جيرلز جينيريشن» ذات الشعبية الكبيرة، والتي شكلتها إس إم إنترتينمنت في عام 2007.

## السيرة الذاتية
ولدت هيويون في مدينة إنتشون، كوريا الجنوبية في 22 سبتمبر 1989. نشأت مع والديها وشقيقها الأصغر كيم مين غو. قامت بتجربة الأداء لـ إس إم إنترتينمنت في سن الحادية عشرة. وقالت هيويون أن السبب كان أن والدتها قد جلبتها إلى مكاتب شركة إس إم إنترتينمنت في أمل مقابلة إحدى فرق الكي بوب الكورية التابعة للشركة. في عام 2004، أرسلت مع تشوي شي وون المغني في فرقة سوبر جونيور، لدراسة اللغة الصينية في بكين. هيو يون فصيحة في اللغة الكورية. كما أنها تستطيع أن تتحدث الأساسيات من اللغة الإنجليزية والصينية واليابانية. حصلت على المركز الأول كأفضل راقصة في فرق الإناث.
و في ديسيمبر 2016 أصدرت هيويون أول أغنية منفردة لها بأسم Mystery وكانت الأغنية لمشروع إس إم ستيشن.
و في يونيو 2017 أصدرت ثاني سينغل لها بأسم Wannabe بالتعاون مع الرابر ساين إي.

## الألقاب
. الأميرة فيونا.
. ملكة الرقص.
. آلة الرقص.

## ديسكوغرافيا
| العنوان                                                                                  | السنة         | المركز بالمخططات | المركز بالمخططات | المبيعات           | الألبوم               |
| العنوان                                                                                  | السنة         | مخطط غاون        | تصنيفات بيلبورد  | المبيعات           | الألبوم               |
| كمغنية رئيسية                                                                            | كمغنية رئيسية | كمغنية رئيسية    | كمغنية رئيسية    | كمغنية رئيسية      | كمغنية رئيسية         |
| ---------------------------------------------------------------------------------------- | ------------- | ---------------- | ---------------- | ------------------ | --------------------- |
| "Mystery"                                                                                | 2016          | —                | 12               | —                  | إس إم ستيشن الموسم1   |
| "Wannabe" (بالتعاون مع. ساين إي)                                                         | 2017          | —                | 8                | —                  | إصدار غير الألبوم     |
| كمغنية مساعدة                                                                            |               |                  |                  |                    |                       |
| "Up & Down" (تايون بالتعاون مع هيويون)                                                   | 2016          | 84               | —                | - في كوريا: 34,300 | لماذا                 |
| الأغاني التعاونية                                                                        |               |                  |                  |                    |                       |
| "ماكس ستيب" (كفرقة يونيك يونت المتكونة من هنري وأون هيوك ولوهان وكاي)                    | 2012          | 228              | —                | - في كوريا: 15,420 | PYL Younique المجلد 1 |
| "مولودين لنكون جامحين" (كفرقة تربيل تي المتكونة من مين وجو كون بالتعاون مع بارك جي يونغ) | 2016          | 164              | 11               | —                  | إس إم ستيشن الموسم1   |

## الجوائز
| السنة | الجائزة                   | ملاحظات                                   | النتيجة |
| ----- | ------------------------- | ----------------------------------------- | ------- |
| 2012  | جوائز إم بي سي إنترتينمنت | الانثى القادمة لبرنامج "أرقص مع النجوم 2" | فوز     |

## روابط خارجية
- كم هيو يون على موقع IMDb (الإنجليزية)
- كم هيو يون على موقع ميوزك برينز (الإنجليزية)
- كم هيو يون على موقع ديسكوغز (الإنجليزية)
- كم هيو يون على موقع قاعدة بيانات الفيلم (الإنجليزية)